# 7.ª etapa do Giro d'Italia de 2019
A 7.ª etapa do Giro d'Italia de 2019 teve lugar a 17 de maio de 2019 entre Vasto e Áquila sobre um percurso de 185 km e foi vencida pelo ciclista espanhol Pello Bilbao da equipa Astana. O ciclista italiano Valerio Conti da equipa UAE Emirates conservou a Maglia Rosa.

## Classificação da etapa
| \| Classificação por etapas \| Classificação por etapas \| Classificação por etapas \| Classificação por etapas \| Classificação por etapas \| \| Ciclista \| Ciclista \| Equipe \| Tempo \| \| \| ------------------------ \| ------------------------ \| --------------------------- \| ------------------------ \| ------------------------ \| \| 1. \| Pello Bilbao \| Astana \| 4h06m27s \| \| \| 2. \| Tony Gallopin \| AG2R La Mondiale \| + 5s \| \| \| 3. \| Davide Formolo \| Bora-Hansgrohe \| + 5s \| \| \| 4. \| Lucas Hamilton \| Mitchelton-Scott \| + 9s \| \| \| 5. \| Mattia Cattaneo \| Androni Giocattoli-Sidermec \| + 9s \| \| \| 6. \| José Joaquín Rojas \| Movistar Team \| + 30s \| \| \| 7. \| Sebastián Henao \| Team Ineos \| + 48s \| \| \| 8. \| Antonio Pedrero \| Movistar Team \| + 1m01s \| \| \| 9. \| Valentin Madouas \| Groupama-FDJ \| + 1m07s \| \| \| 10. \| Andrea Vendrame \| Androni Giocattoli-Sidermec \| + 1m07s \| \| |                    |                             |          |
| |                    |                             |          |
| Fonte: ProCyclingStats |                    |                             |          |
| Classificação por etapas |                    |                             |          |
| Ciclista | Ciclista           | Equipe                      | Tempo    |
| 1. | Pello Bilbao       | Astana                      | 4h06m27s |
| 2. | Tony Gallopin      | AG2R La Mondiale            | + 5s     |
| 3. | Davide Formolo     | Bora-Hansgrohe              | + 5s     |
| 4. | Lucas Hamilton     | Mitchelton-Scott            | + 9s     |
| 5. | Mattia Cattaneo    | Androni Giocattoli-Sidermec | + 9s     |
| 6. | José Joaquín Rojas | Movistar Team               | + 30s    |
| 7. | Sebastián Henao    | Team Ineos                  | + 48s    |
| 8. | Antonio Pedrero    | Movistar Team               | + 1m01s  |
| 9. | Valentin Madouas   | Groupama-FDJ                | + 1m07s  |
| 10. | Andrea Vendrame    | Androni Giocattoli-Sidermec | + 1m07s  |

## Classificações ao final da etapa

### Classificação geral(Maglia Rosa)
| \| Classificação geral \| Classificação geral \| Classificação geral \| Classificação geral \| Classificação geral \| \| Ciclista \| Ciclista \| Equipe \| Tempo \| \| \| ------------------- \| ------------------- \| --------------------------- \| ------------------- \| ------------------- \| \| 1. \| Valerio Conti \| UAE Team Emirates \| 29h29m34s \| \| \| 2. \| José Joaquín Rojas \| Movistar Team \| + 1m32s \| \| \| 3. \| Giovanni Carboni \| Bardiani CSF \| + 1m41s \| \| \| 4. \| Nans Peters \| AG2R La Mondiale \| + 2m09s \| \| \| 5. \| Valentin Madouas \| Groupama-FDJ \| + 2m17s \| \| \| 6. \| Amaro Antunes \| CCC Team \| + 2m45s \| \| \| 7. \| Fausto Masnada \| Androni Giocattoli-Sidermec \| + 3m14s \| \| \| 8. \| Pieter Serry \| Deceuninck-Quick Step \| + 3m25s \| \| \| 9. \| Andrey Amador \| Movistar Team \| + 3m27s \| \| \| 10. \| Sam Oomen \| Team Sunweb \| + 4m57s \| \| |                    |                             |           |
| |                    |                             |           |
| Fonte: ProCyclingStats |                    |                             |           |
| Classificação geral |                    |                             |           |
| Ciclista | Ciclista           | Equipe                      | Tempo     |
| 1. | Valerio Conti      | UAE Team Emirates           | 29h29m34s |
| 2. | José Joaquín Rojas | Movistar Team               | + 1m32s   |
| 3. | Giovanni Carboni   | Bardiani CSF                | + 1m41s   |
| 4. | Nans Peters        | AG2R La Mondiale            | + 2m09s   |
| 5. | Valentin Madouas   | Groupama-FDJ                | + 2m17s   |
| 6. | Amaro Antunes      | CCC Team                    | + 2m45s   |
| 7. | Fausto Masnada     | Androni Giocattoli-Sidermec | + 3m14s   |
| 8. | Pieter Serry       | Deceuninck-Quick Step       | + 3m25s   |
| 9. | Andrey Amador      | Movistar Team               | + 3m27s   |
| 10. | Sam Oomen          | Team Sunweb                 | + 4m57s   |

### Classificação por pontos(Maglia Ciclamino)
| Classificação por pontos | Classificação por pontos | Classificação por pontos    | Classificação por pontos | Classificação por pontos |
| Ciclista                 | Ciclista                 | Equipe                      | Pontos                   |                          |
| ------------------------ | ------------------------ | --------------------------- | ------------------------ | ------------------------ |
| 1.                       | Pascal Ackermann         | Bora-Hansgrohe              | 133 pts                  |                          |
| 2.                       | Arnaud Démare            | Groupama-FDJ                | 87 pts                   |                          |
| 3.                       | Caleb Ewan               | Lotto-Soudal                | 66 pts                   |                          |
| 4.                       | Richard Carapaz          | Movistar Team               | 50 pts                   |                          |
| 5.                       | José Joaquín Rojas       | Movistar Team               | 32 pts                   |                          |
| 6.                       | Matteo Moschetti         | Trek-Segafredo              | 32 pts                   |                          |
| 7.                       | Valerio Conti            | UAE Team Emirates           | 29 pts                   |                          |
| 8.                       | Primož Roglič            | Team Jumbo-Visma            | 27 pts                   |                          |
| 9.                       | Fausto Masnada           | Androni Giocattoli-Sidermec | 25 pts                   |                          |
| 10.                      | Pello Bilbao             | Astana                      | 25 pts                   |                          |

### Classificação da montanha(Maglia Azzurra)
| Classificação da montanha | Classificação da montanha | Classificação da montanha   | Classificação da montanha | Classificação da montanha |
| Ciclista                  | Ciclista                  | Equipe                      | Pontos                    |                           |
| ------------------------- | ------------------------- | --------------------------- | ------------------------- | ------------------------- |
| 1.                        | Giulio Ciccone            | Trek-Segafredo              | 24 pts                    |                           |
| 2.                        | Fausto Masnada            | Androni Giocattoli-Sidermec | 18 pts                    |                           |
| 3.                        | Antonio Pedrero           | Movistar Team               | 18 pts                    |                           |
| 4.                        | Valerio Conti             | UAE Team Emirates           | 8 pts                     |                           |
| 5.                        | Andrey Zeits              | Astana                      | 8 pts                     |                           |
| 6.                        | Giovanni Carboni          | Bardiani CSF                | 6 pts                     |                           |
| 7.                        | Lucas Hamilton            | Mitchelton-Scott            | 6 pts                     |                           |
| 8.                        | François Bidard           | AG2R La Mondiale            | 6 pts                     |                           |
| 9.                        | Marco Frapporti           | Androni Giocattoli-Sidermec | 4 pts                     |                           |
| 10.                       | José Joaquín Rojas        | Movistar Team               | 4 pts                     |                           |

### Classificação dos jovens(Maglia Bianca)
| Classificação dos jovens | Classificação dos jovens | Classificação dos jovens | Classificação dos jovens | Classificação dos jovens |
| Ciclista                 | Ciclista                 | Equipe                   | Tempo                    |                          |
| ------------------------ | ------------------------ | ------------------------ | ------------------------ | ------------------------ |
| 1.                       | Giovanni Carboni         | Bardiani CSF             | 29h31m15s                |                          |
| 2.                       | Nans Peters              | AG2R La Mondiale         | + 28s                    |                          |
| 3.                       | Valentin Madouas         | Groupama-FDJ             | + 36s                    |                          |
| 4.                       | Sam Oomen                | Team Sunweb              | + 3m16s                  |                          |
| 5.                       | Miguel Ángel López       | Astana                   | + 4m27s                  |                          |
| 6.                       | Hugh Carthy              | EF Education First       | + 4m59s                  |                          |
| 7.                       | Pavel Sivakov            | Team Ineos               | + 5m07s                  |                          |
| 8.                       | Tao Geoghegan Hart       | Team Ineos               | + 6m02s                  |                          |
| 9.                       | Ben O'Connor             | Dimension Data           | + 6m42s                  |                          |
| 10.                      | Lucas Hamilton           | Mitchelton-Scott         | + 7m24s                  |                          |

### Classificação por equipas"Super Team"
| Classificação por equipes | Classificação por equipes   | Classificação por equipes | Classificação por equipes |
| Equipe                    | Equipe                      | Tempo                     |                           |
| ------------------------- | --------------------------- | ------------------------- | ------------------------- |
| 1.                        | Movistar Team               | 88h36m54s                 |                           |
| 2.                        | Deceuninck-Quick Step       | + 5m55s                   |                           |
| 3.                        | Androni Giocattoli-Sidermec | + 6m29s                   |                           |
| 4.                        | AG2R La Mondiale            | + 6m43s                   |                           |
| 5.                        | Mitchelton-Scott            | + 10m25s                  |                           |
| 6.                        | Astana                      | + 10m34s                  |                           |
| 7.                        | UAE Team Emirates           | + 11m43s                  |                           |
| 8.                        | Bora-hansgrohe              | + 12m27s                  |                           |
| 9.                        | EF Education First          | + 13m03s                  |                           |
| 10.                       | CCC Team                    | + 15m31s                  |                           |

## Abandonos
- Fernando Gaviria, depois de vários dias com dor no joelho, abandonou durante o transcurso da etapa.[2]
- Laurens De Plus, depois de vários dias doente, abandonou durante o transcurso da etapa.[3]
- Sacha Modolo, durante a disputa da etapa abandonou a carreira.[4]